# Julien Belgy
Julien Belgy (født 6. maj 1983) er en fransk tidligere professionel cykelrytter.